# Пешково (Забайкальский край)
Пешково — село в Нерчинском районе Забайкальского края России. Административный центр сельского поселения «Пешковское».

## География
Село находится в южной части района, на левом берегу реки Урульги (приток Шилки), вблизи места впадения в неё реки Правой Пешковой, на расстоянии примерно 16 километров (по прямой) к юго-западу от города Нерчинска. Абсолютная высота — 503 метра над уровнем моря.
Климат
Климат характеризуется как резко континентальный, с продолжительной холодной зимой. Средняя температура самого тёплого месяца (июля) составляет 18 — 20 °С (абсолютный максимум — 38 °С). Средняя температура самого холодного месяца (января) — −28 — −30 °С (абсолютный минимум — −54 °С). Годовое количество осадков — 300—350 мм. Продолжительность безморозного периода составляет 100—110 дней.
Часовой пояс
Село Пешково находится в часовой зоне МСК+6. Смещение применяемого времени относительно UTC составляет +9:00.

## История
Основано в начале XVIII века. В начале 30-х годов XX века, в ходе коллективизации, была организована сельскохозяйственная коммуна, включавшая 600 хозяйств из шести окрестных сёл. В годы Великой Отечественной войны вблизи села велась добыча шеелита.

## Население
| 1989 | 2002 | 2010 | 2021 |
| ---- | ---- | ---- | ---- |
| 791  | ↘506 | ↘476 | ↘452 |

Половой состав
По данным Всероссийской переписи населения 2010 года в гендерной структуре населения мужчины составляли 48,7 %, женщины — соответственно 51,3 %.
Национальный состав
Согласно результатам переписи 2002 года, в национальной структуре населения русские составляли 99 % из 506 чел.

## Инфраструктура
В селе функционируют средняя общеобразовательная школа и сельская участковая больница.

## Улицы
Уличная сеть села состоит из шести улиц.